# Сельское поселение Новое Мансуркино
Сельское поселение Новое Мансуркино — муниципальное образование в Похвистневском районе Самарской области.
Административный центр — село Новое Мансуркино.

## Административное устройство
В состав сельского поселения Новое Мансуркино входят:
- село Новое Мансуркино,
- село Сосновка.